# D. J. McCall
D. J. McCall (Fort Wayne, Indiana, 23 de octubre de 1995) es un baloncestista estadounidense que actualmente se encuentra sin equipo. Con 1,98 metros de estatura, juega en la posición de escolta.

## Trayectoria deportiva

### Universidad
Jugó cuatro temporadas con los Jaguars de la Universidad de Indiana-Universidad de Purdue en Indianapolis, en las que promedió 6,1 puntos, 4,5 rebotes, 1,7 asistencias y 1,0 robos de balón por partido. En su última temporada fue elegido jugador defensivo del año de la Horizon League e incluido en el mejor quinteto defensivo de la temporada.

### Profesional
Tras no ser elegido en el draft de la NBA de 2019, en octubre se comprometió con los Fort Wayne Mad Ants de la G League, convirtiéndose en el primer jugador nacido en la ciudad en jugar en el equipo. En su primera temporada, saliendo desde el banquillo, promedió 1,4 puntos y 2,3 rebotes por partido.